# Eerste Kamerverkiezingen 1904
De Eerste Kamerverkiezingen 1904 waren tussentijdse Nederlandse verkiezingen voor de Eerste Kamer der Staten-Generaal. Zij vonden plaats op 3 augustus 1904.
De verkiezingen waren noodzakelijk geworden door de ontbinding van de Eerste Kamer, nadat een voorstel tot wijziging van de Hoger Onderwijswet door de Eerste Kamer was verworpen. Bij deze verkiezingen kozen de leden van Provinciale Staten - die bij de Statenverkiezingen in juni 1904 gekozen waren - in elf kiesgroepen naar provincie 50 nieuwe leden.
De uitslag van de verkiezingen was als volgt:
| Partij                         | Zetels | Zetels | Zetels | Zetelverdeling naar provincie | Zetelverdeling naar provincie | Zetelverdeling naar provincie | Zetelverdeling naar provincie | Zetelverdeling naar provincie | Zetelverdeling naar provincie | Zetelverdeling naar provincie | Zetelverdeling naar provincie | Zetelverdeling naar provincie | Zetelverdeling naar provincie | Zetelverdeling naar provincie |
| Partij                         | 1902   | 1904   | +/−    | Gr                            | F                             | D                             | O                             | Ge                            | U                             | NH                            | ZH                            | Z                             | NB                            | L                             |
| ------------------------------ | ------ | ------ | ------ | ----------------------------- | ----------------------------- | ----------------------------- | ----------------------------- | ----------------------------- | ----------------------------- | ----------------------------- | ----------------------------- | ----------------------------- | ----------------------------- | ----------------------------- |
| katholieken                    | 14     | 18     | +4     |                               |                               |                               | 1                             | 3                             | 1                             |                               | 4                             |                               | 6                             | 3                             |
| Liberale Unie                  | 18/17  | 12     | −5     | 3                             | 1                             | 2                             |                               |                               |                               | 6                             |                               |                               |                               |                               |
| Anti-Revolutionaire Partij     | 5      | 8      | +3     |                               |                               |                               | 1                             | 1                             | 1                             |                               | 4                             | 1                             |                               |                               |
| vrije liberalen                | 9/10   | 7      | −3     |                               | 3                             |                               | 1                             |                               |                               | 3                             |                               |                               |                               |                               |
| Christelijk-Historische Partij | 3      | 5      | +2     |                               |                               |                               |                               | 2                             |                               |                               | 2                             | 1                             |                               |                               |
| conservatieven                 | 1      | 0      | −1     |                               |                               |                               |                               |                               |                               |                               |                               |                               |                               |                               |
| totaal                         | 50     | 50     | 0      | 3                             | 4                             | 2                             | 3                             | 6                             | 2                             | 9                             | 10                            | 2                             | 6                             | 3                             |

## Gekozenen
Bij deze verkiezingen waren alle 50 leden aftredend, van wie 34 herkozen werden. De stemmingen voor de overige vacatures hadden de volgende resultaten:
- Door Provinciale Staten van Friesland werd Petrus van Beyma (vrije liberalen) gekozen in de vacature ontstaan door het aftreden van Johan Gleichman die had aangegeven niet herkiesbaar te zijn.
- Door Provinciale Staten van Friesland werd Samuel van Houten (vrije liberalen) gekozen in de vacature ontstaan door het aftreden van Hendrik Fennema (Liberale Unie) die had aangegeven niet herkiesbaar te zijn.
- Door Provinciale Staten van Drenthe werd Gustaaf van der Feltz (Liberale Unie) gekozen in de vacature ontstaan door het aftreden van Anthony Nijsingh die had aangegeven niet herkiesbaar te zijn.
- Door Provinciale Staten van Drenthe werd Jan Willinge (Liberale Unie) gekozen in de vacature ontstaan door het aftreden van Hendrik van Lier die had aangegeven niet herkiesbaar te zijn.
- Door Provinciale Staten van Overijssel werd Herman Franssen (Anti-Revolutionaire Partij) gekozen die de aftredende afgevaardigde Alexander Dijckmeester (vrije liberalen) versloeg met 23 tegen 22 stemmen.
- Door Provinciale Staten van Overijssel werd Theodorus Heerkens (katholieken) gekozen die de aftredende afgevaardigde Isaac van Roijen (Liberale Unie) versloeg met 23 tegen 22 stemmen.
- Door Provinciale Staten van Gelderland werd Alphonsus van Lamsweerde (katholieken) gekozen in de vacature ontstaan door het aftreden van Willem Cremers die had aangegeven niet herkiesbaar te zijn.
- Door Provinciale Staten van Gelderland werd Constantijn van Limburg Stirum (Christelijk-Historische Partij) gekozen in de vacature ontstaan door het aftreden van Willem van Pallandt van Waardenburg (conservatieven) die had aangegeven niet herkiesbaar te zijn.
- Door Provinciale Staten van Noord-Holland werd Sjoerd Vening Meinesz (vrije liberalen) gekozen in de vacature ontstaan door het aftreden van Aart van der Wijck die had aangegeven niet herkiesbaar te zijn.
- Door Provinciale Staten van Zuid-Holland werd Pieter von Fisenne (katholieken) gekozen die de aftredende afgevaardigde Frederik s'Jacob (vrije liberalen) versloeg met 46 tegen 34 stemmen.
- Door Provinciale Staten van Zuid-Holland werd Carel van Heeckeren van Kell (Anti-Revolutionaire Partij) gekozen die de aftredende afgevaardigde Hermanus Nebbens Sterling (Liberale Unie) versloeg met 45 tegen 34 stemmen.
- Door Provinciale Staten van Zuid-Holland werd Petrus Vermeulen (katholieken) gekozen die de aftredende afgevaardigde Rembt van Boneval Faure (vrije liberalen) versloeg met 46 tegen 34 stemmen.
- Door Provinciale Staten van Zuid-Holland werd Hendrik Waller (Anti-Revolutionaire Partij) gekozen die de aftredende afgevaardigde Sjoerd Vening Meinesz (vrije liberalen) versloeg met 45 tegen 34 stemmen.
- Door Provinciale Staten van Zuid-Holland werd Jan van Wassenaer van Rosande (Christelijk-Historische Partij) gekozen die de aftredende afgevaardigde Frederik van Alphen (Liberale Unie) versloeg met 44 tegen 34 stemmen.
- Door Provinciale Staten van Zuid-Holland werd Walther van Waterschoot van der Gracht (katholieken) gekozen die de aftredende afgevaardigde Benjamin Vlielander Hein (Liberale Unie) versloeg met 46 tegen 34 stemmen.
- Door Provinciale Staten van Limburg werd Louis Regout (katholieken) gekozen in de vacature ontstaan door het aftreden van Hubert Regout die had aangegeven niet herkiesbaar te zijn.

De zittingsperiode van de Eerste Kamer ging in op 20 september 1904. De zittingstermijn van de gekozen Kamerleden bedroeg negen jaar.
*1850 · 1853 · 1856 · 1859 · 1862 · 1865 · 1868 · 1871 · 1874 · 1877 · 1880 · 1883 · *1884 · 1887 (I) · *1887 (II) · *1888 · 1890 · 1893 · 1896 · 1899 · 1902 · *1904 · 1907 · 1910 · 1913 · 1916 · *1917 · 1919 · *1922 · *1923 · 1926 · 1929 · 1932 · 1935 · *1937 · *1946 · *1948 · 1951 · *1952 · 1955 · *1956 (I) · *1956 (II) · 1960 · *1963 · 1966 · 1969 · *1971 · 1974 · 1977 · 1980 · *1981 · *1983 · *1986 · 1987 · 1991 · 1995 · 1999 · 2003 · 2007 · 2011 · 2015 · 2019 · 2023

* algemene verkiezingen in verband met vervroegde ontbinding van de Eerste Kamer

vanaf 1987 bedraagt de vaste zittingstermijn van de Eerste Kamer vier jaar